# سوخ‌باتور (سلنگه)
سوخ‌باتور (به زبان مغولی: Сүхбаатар، [Süxbaatar]؛ ᠰᠦᠬᠡ ᠪᠠᠭᠠᠲᠤᠷ، [süke baɣatur]) شهر، شهرستان، و مرکز اداری استان سلنگه در شمال کشور مغولستان است، در فاصله‌ای کمتر از ۱۰ کیلومتری تا خط مرزی با روسیه، که در سال ۲۰۲۲ میلادی، جمعیتی معادل ۲۱٬۹۶۲ نفر دارد.
شهر سوخ‌باتور در سال ۱۹۹۷ میلادی دارای ۱۴٬۳۰۰ نفر جمعیت بوده که در سال ۲۰۰۸ با رشدی معادل +۱٫۲% (۵٬۳۲۶ نفر)، تعداد سکنه‌های آن به ۱۹٬۶۲۶ نفر، و در سال ۲۰۲۲ میلادی به ۲۱٬۹۶۲ نفر رسیده است.

## تقسیمات اداری
شهرستان سوخ‌باتور متشکل از ۸ قصبه (باغ) می‌باشد، شامل:
- اورخون (مغولی: Орхон баг، [Orxon bag]؛ ᠣᠷᠬᠤᠨ ᠪᠠᠭ، [orqun baɣ])
- بایان‌خان (مغولی: Баянхаан баг، [Bajanxaan bag]؛ ᠪᠠᠶ᠋ᠠᠨ ᠬᠠᠭᠠᠨ ᠪᠠᠭ، [bayan qaɣan baɣ])
- بورخیر (مغولی: Буурхээр баг، [Buurxeer bag]؛ ᠪᠤᠤᠷ᠎ᠠ ᠬᠡᠭᠡᠷ᠎ᠡ ᠪᠠᠭ، [buur-a keger-e baɣ])
- بورگوبه (مغولی: Боргүвээ баг، [Borgüvee bag]؛ ᠪᠣᠷᠤ ᠭᠦᠪᠡᠭᠡ ᠪᠠᠭ، [boru gübege baɣ])
- چاغان‌اِرِگ (مغولی: Цагаан эрэг баг، [Cagaan ereg bag]؛ ᠴᠠᠭᠠᠨ ᠡᠷᠭᠢ ᠪᠠᠭ، [čaɣan ergi baɣ])
- خونغورموریت (مغولی: Хонгорморьт баг، [Xongormor't bag]؛ ᠬᠣᠩᠭᠣᠷ ᠮᠣᠷᠢᠲᠤ ᠪᠠᠭ، [qoŋɣor moritu baɣ])
- سالخیت (مغولی: Салхит баг، [Salxit bag]؛ ᠰᠠᠯᠬᠢᠲᠦ ᠪᠠᠭ، [salqitu baɣ])
- غانجام (مغولی: Ганзам баг، [Ganzam bag]؛ ᠭᠠᠨᠵᠠᠮᠤ ᠪᠠᠭ، [ɣanjam baɣ])

## آب و هوا
این شهر دارای اقلیم قاره‌ای با زمستان‌های سرد و خشک است.
| داده‌های اقلیم سوخ‌باتور، ۱۹۸۱–۲۰۱۰       | داده‌های اقلیم سوخ‌باتور، ۱۹۸۱–۲۰۱۰ | داده‌های اقلیم سوخ‌باتور، ۱۹۸۱–۲۰۱۰ | داده‌های اقلیم سوخ‌باتور، ۱۹۸۱–۲۰۱۰ | داده‌های اقلیم سوخ‌باتور، ۱۹۸۱–۲۰۱۰ | داده‌های اقلیم سوخ‌باتور، ۱۹۸۱–۲۰۱۰ | داده‌های اقلیم سوخ‌باتور، ۱۹۸۱–۲۰۱۰ | داده‌های اقلیم سوخ‌باتور، ۱۹۸۱–۲۰۱۰ | داده‌های اقلیم سوخ‌باتور، ۱۹۸۱–۲۰۱۰ | داده‌های اقلیم سوخ‌باتور، ۱۹۸۱–۲۰۱۰ | داده‌های اقلیم سوخ‌باتور، ۱۹۸۱–۲۰۱۰ | داده‌های اقلیم سوخ‌باتور، ۱۹۸۱–۲۰۱۰ | داده‌های اقلیم سوخ‌باتور، ۱۹۸۱–۲۰۱۰ | داده‌های اقلیم سوخ‌باتور، ۱۹۸۱–۲۰۱۰ |
| ماه                                     | ژانویه                            | فوریه                             | مارس                              | آوریل                             | مه                                | ژوئن                              | ژوئیه                             | اوت                               | سپتامبر                           | اکتبر                             | نوامبر                            | دسامبر                            | سال                               |
| --------------------------------------- | --------------------------------- | --------------------------------- | --------------------------------- | --------------------------------- | --------------------------------- | --------------------------------- | --------------------------------- | --------------------------------- | --------------------------------- | --------------------------------- | --------------------------------- | --------------------------------- | --------------------------------- |
| میانگین بیش‌ترین °C (°F)                 | −۱۷٫۱ (۱)                         | −۱۰٫۴ (۱۳)                        | ۱٫۳ (۳۴)                          | ۱۲٫۱ (۵۴)                         | ۲۰٫۲ (۶۸)                         | ۲۵٫۳ (۷۸)                         | ۲۶٫۹ (۸۰)                         | ۲۴٫۵ (۷۶)                         | ۱۸٫۱ (۶۵)                         | ۹٫۱ (۴۸)                          | −۳٫۸ (۲۵)                         | −۱۴٫۰ (۷)                         | ۷٫۶۸ (۴۵٫۸)                       |
| میانگین کم‌ترین °C (°F)                  | −۲۷٫۵ (−۱۷)                       | −۲۳٫۹ (−۱۱)                       | −۱۳٫۲ (۸)                         | −۳٫۱ (۲۶)                         | ۴٫۱ (۳۹)                          | ۱۰٫۵ (۵۱)                         | ۱۴٫۱ (۵۷)                         | ۱۱٫۷ (۵۳)                         | ۴٫۴ (۴۰)                          | −۳٫۸ (۲۵)                         | −۱۴٫۴ (۶)                         | −۲۳٫۴ (−۱۰)                       | −۵٫۳۷ (۲۲٫۳)                      |
| بارندگی میلی‌متر (اینچ)                  | ۳٫۲ (۰٫۱۳)                        | ۲٫۴ (۰٫۰۹)                        | ۳٫۰ (۰٫۱۲)                        | ۸٫۳ (۰٫۳۳)                        | ۲۴٫۷ (۰٫۹۷)                       | ۵۲٫۰ (۲٫۰۵)                       | ۶۷٫۷ (۲٫۶۷)                       | ۶۹٫۹ (۲٫۷۵)                       | ۳۳٫۸ (۱٫۳۳)                       | ۹٫۲ (۰٫۳۶)                        | ۶٫۲ (۰٫۲۴)                        | ۴٫۰ (۰٫۱۶)                        | ۲۸۴٫۴ (۱۱٫۲)                      |
| میانگین روزهای بارندگی                  | ۶٫۶                               | ۴٫۵                               | ۵٫۹                               | ۶٫۵                               | ۱۰٫۲                              | ۱۴٫۴                              | ۱۶٫۹                              | ۱۵٫۰                              | ۱۰٫۶                              | ۶٫۵                               | ۶٫۷                               | ۷٫۱                               | ۱۱۰٫۹                             |
| منبع: World Meteorological Organization |                                   |                                   |                                   |                                   |                                   |                                   |                                   |                                   |                                   |                                   |                                   |                                   |                                   |